# Mazotos
Mazotos (gr. Μαζωτός) – wieś w Republice Cypryjskiej, w dystrykcie Larnaka. W 2011 roku liczyła 832 mieszkańców.